# 大逆轉裁判 -成步堂龍之介的冒險-
《大逆轉裁判 -成步堂龍之介的冒險-》是一款由卡普空製作并发行在任天堂3DS平台上的法庭戰鬥冒險遊戲。本作是《逆转裁判系列》的第八作，以及其正统作品的第六作，其劇情為《逆轉裁判》的前傳。主要描述19世紀末，成步堂龍一的祖先成步堂龍之介的冒險故事。本作於2015年7月9日在日本發行。續作《大逆轉裁判2 -成步堂龍之介的覺悟-》於2017年8月3日發行。
2021年4月22日，卡普空宣布《大逆轉裁判1&2 成步堂龍之介的冒險與覺悟》於2021年7月29日在任天堂Switch、PlayStation 4及Steam平台全球同步發售。

## 系統
《大逆轉裁判》的遊戲系統基本上與1代無異，不過在法庭部分採用了《雷頓教授VS逆轉裁判》的多數證人盤問系統，證物也同樣採用「復甦的逆轉」和4代的3D證物系統。本作的法庭部分還加入了陪審員制度系統。當六位陪審員都判有罪時，玩家就要操控成步堂龍之介來進行最終辯論，來找出陪審員們的證詞矛盾。此外本作最大的特色為推理系統。首先夏洛克·福爾摩斯會以他的名推理敘述情況，但他會故意用錯誤的推理，主要是來考驗成步堂龍之介能否破解案件。這時玩家就要操控成步堂龍之介來探討，如果福爾摩斯的推理中有出現橘色粗體字時，代表玩家要出示證物來取代矛盾，或是調查證人或周圍環境。只要玩家答對的話，就會出現藍色粗體字來取代橘色粗體字，但如果玩家答錯的話，生命條就會扣減。若生命條下跌至零，遊戲將會結束。

## 劇情概要
本作设定于19世纪末的明治时期。在游戏的开始，从英国旅日的教授约翰·H·华生遭人杀害，主角成步堂龙之介遭到逮捕。他在挚友亚双义一真的辅助下为自己成功辩护，揭发另一位来自英国的留学生为案件的真凶。然而虽然成步堂获得了无罪判决，但是真凶因治外法权而无法被制裁，只得等待引渡至上海。亚双义获得了留学英国学习法律的资格，法务助手御琴羽寿沙都随他一同前行，而亚双义私下允许成步堂随他偷渡。在前往英國的渡輪上，兩人結識了同船的福爾摩斯。期間亞雙義遭遇意外，負責驗屍的福爾摩斯表示亞雙義已經去世，成步堂在事件中被質疑為兇手。在找到了真正的凶手后。成步堂顶替亚双义成为司法留学生，与寿沙都一同前往伦敦。
在伦敦，一场阴谋正在发生。英国的机密电报被人窃取流向海外。罗伯特·克罗格雷是情报的窃取者，他通过他的父亲莫尔塔·米尔巴顿与柯泽尼·梅根达尔交易情报，但是交易中双方产生争执，梅根达尔杀害了米尔巴顿，并威胁躲在现场的小偷吉娜·雷斯垂德让她封口，夺走了机密电报，寄存在一家当铺中，而梅根达尔本人亦被逮捕。到达伦敦的成步堂和寿沙都与首席法官哈特·沃尔特克斯见面，沃尔特克斯要求成步堂为梅根达尔辩护并获得无罪判决。成步堂在法庭上与拥有“死神”称号的检察官巴洛克·班吉克斯对决，然而梅根达尔在庭审中操纵证人做伪证还伪造证据，在无人知情的情况下强行为自己赢得了无罪判决。梅根达尔最终未能逃脱“死神”的死亡诅咒：得知梅根达尔脱罪的克罗格雷买通法警，在庭审后烧死了梅根达尔。
在第四章中，在英国留学的夏目漱石因福尔摩斯的推理而以涉嫌刺伤他人罪名被起诉，成步堂在案件中结识了苏格兰场的葛瑞格森刑警，为夏目漱石辩护并证明了他的清白。事后夏目漱石决定返回日本，成步堂和寿沙都也顺利入住贝克街221B号，与福尔摩斯和自称是约翰·华生女儿的爱丽丝·华生同住。爱丽丝是一名作家，以其父亲之名将搭档福尔摩斯的探案过程整理发表，令福尔摩斯名噪一时。两个月后，克罗格雷为了防止窃取电报之事败露，试图从当铺夺取寄存的电报内容，并杀害了当铺老板。当时刚好在场的吉娜·雷斯垂德被逮捕。与之同时，日本发电报告知寿沙都其父亲御琴羽悠仁病倒，寿沙都需立刻返回日本。成步堂为吉娜辩护，在法庭上揭开了情报窃取的阴谋，并将克罗格雷绳之以法。庭审结束后吉娜决定放弃扒手行业，众人前往码头为寿沙都送行，并发现泄露的电报中出现了亚双义、葛瑞格森、约翰·华生和另一人的姓名，为续作埋下伏笔。